# Leptotarsus (Pehlkea) regulus
Leptotarsus (Pehlkea) regulus is een tweevleugelige uit de familie langpootmuggen (Tipulidae). De soort komt voor in het Neotropisch gebied.